# مونتفرر
مونتفرر (به اسپانیایی: Montferrer Castellbó) یک منطقهٔ مسکونی در اسپانیا است که در آلت یورگل واقع شده‌است. مونتفرر ۱۷۶٫۷ کیلومتر مربع مساحت دارد.